# Mas Ciurana
El Mas Ciurana és un edifici situat als afores del municipi d'Hostalric (Selva). Es troba davant per davant de l'estació de tren, motiu pel qual també és conegut com a Torre de l'Estació. Forma part de l'Inventari del Patrimoni Arquitectònic de Catalunya.

## Descripció
L'edifici, de planta quadrangular, té planta baixa i dos pisos, i està cobert per un teulat irregular a quatre vessants (a destacar les mansardes de les façanes laterals). Cal destacar que la teulada està reforçada amb bigues de ferro i té la teulada de ceràmica vidriada negra, fet que li dona una lluentor especial.
A la façana principal, trobem la porta d'entrada en arc rebaixat (molt rebaixat) emmarcada a la llinda i els brancals amb pedra artificial (igual que les obertures que té a dreta i esquerra), i coberta per un petit cobert d'uralita amb les cartel·les de ferro forjat. Flanquejant la porta, dues pilastres de carreus de pedra artificial, disposats a manera d'enteixinat, coronades per un carreu amb elements decoratius. A dreta i esquerra, dues finestres grans, rectangulars verticals, que segueixen l'esquema de la porta d'entrada, que també es troben flanquejades per dues pilastes: una és la que flanqueja la porta d'entrada, i l'altre, és la de la cantonada de l'edifici, que actua de cadena cantonera, però per la seva morfologia (igual que les que fanquegen la porta d'entrada) és més pròxima a una pilastra.
Al primer pis, tres balcons amb la llosana rectangular de pedra, i barana de ferro forjat. Les obertures que donen accés als balcons, són en arc de llinda i estan emmarcades amb pedra artificial i protegides per trencaaigües. El trencaaigües central té arc georgià, i està sostingut per dues mènsules; i les laterals són trencaaigües en arc de frontó. Unes pilastres de carreus de pedra artificial, disposats a manera d'enteixinat coronades per motllures, decoren i reforcen les cantonades, a manera de cadena cantonera, igual que a la planta baixa. Al segon pis, una obertura triple (la central més gran que les laterals) en arc de mig punt, i dues finestres també en arc de mig punt flanquejant la finestra triple central. Totes les finestres tenen un ampit de pedra sostingut per una mènsula.
De les altres façanes, cal destacar la mansarda de les façanes laterals, sota les quals hi ha una finestra triple, i la terrassa que hi ha a la part posterior, a la que s'hi accedeix des del primer pis, i que a la planta baixa esdevé una porxada amb els arcs de mig punt. Les façanes estan arrebossades i pintades de color rosat
Entorn la casa hi ha un pati amb arbres. Els camps propietat de la casa són els que queden just pel darrere d'aquesta. Al costat de la casa hi ha l'antiga casa dels masovers. Davant per davant de la casa, un mur amb balaustrada protegeix el terreny, sobre el que s'alça la casa, d'esllevissades, i a la vegada és un mur que la separa de l'actual via del tren.

## Història
El Mas Ciurana va ser construït a principis del segle XX sobre un antic edifici del que en va prendre el nom. L'any 1952 la casa fou comprada per Anna Sunyer. La família habilità la casa per a un ús agrícola. Actualment és habitatge dels descendents de la família Gubert-Sunyer. El traçat del tren d'alta velocitat ha canviat les condicions d'habitabilitat de la casa, provocant per expropiació el seu abandó per part d'Adif i posterior desaparició.